# Swervin
Swervin è un singolo del rapper statunitense A Boogie wit da Hoodie, pubblicato il 2 luglio 2019 e contenuto nell'album Hoodie SZN. Il brano vede la collaborazione del rapper di origini messicane e portoricane 6ix9ine.
Il 26 luglio 2019 viene pubblicata nei Paesi in cui si parla il tedesco una seconda versione del brano, pubblicata in collaborazione con il rapper tedesco Veysel.

## Video musicale
Il video musicale è stato pubblicato in concomitanza con l'uscita del brano. Nel video non appare 6ix9ine, in quel momento in carcere per racket. Il video non contiene neanche la parte cantata del rapper newyorchese.

## Tracce
1. Swervin (feat. 6ix9ine) – 3:08

Remix
1. Swervin (feat. Veysel) – 3:06